# 폴 아마트
폴 아마트(카탈루냐어: Pol Amat)로 잘 알려진 파블로 아마트 에스쿠데(카탈루냐어: Pablo Amat Escudé, 1978년 6월 12일~)는 스페인의 전직 필드하키 선수로 포지션은 포워드이다. 그는 스페인 필드하키 국가대표팀의 일원으로 활동했다. 
그는 국가대표 선수로서 올림픽에 5회 출전했고 1996년과 2008년 하계 올림픽에서 은메달을 획득했다.